# قنطريون بروغيير
قنطريون بروغيير واسمه العلمي (باللاتينية: Centaurea bruguiereana) نوع نباتي ينتمي إلى جنس القنطريون من الفصيلة النجمية. سمي تكريما لعالم الحيوان جان غييوم بروغيير (بالفرنسية: Jean Guillaume Bruguière).

## الموئل والانتشار
موطنه بلاد الشام وتركيا وأرمينيا وجورجيا.

## مرادفات للاسم العلمي
- (باللاتينية: Centaurea bruguierana var. bruguierana)
- (باللاتينية: Centaurea bruguierana subsp. bruguierana)
- (باللاتينية: Centaurea phyllocephala Boiss.)
- (باللاتينية: Centaurea phyllocephala var. phyllocephala)
- (باللاتينية: Tetramorphaea bruguieriana DC.)